# Idiomacromerus budensis
Idiomacromerus budensis is een vliesvleugelig insect uit de familie Torymidae. De wetenschappelijke naam is voor het eerst geldig gepubliceerd in 1955 door Erdös.